# Orleish
Orleish (en francès Orleix) és un municipi francès situat al departament dels Alts Pirineus i a la regió d'Occitània.

## Demografia
| 1962                                       | 1968 | 1975  | 1982  | 1990  | 1999  | 2007  |
| ------------------------------------------ | ---- | ----- | ----- | ----- | ----- | ----- |
| 495                                        | 668  | 1.152 | 1.253 | 1.523 | 1.671 | 1.713 |
| Des de 1962: població sense dobles comptes |      |       |       |       |       |       |

## Administració
| Període   | Identitat          | Partit |
| --------- | ------------------ | ------ |
| 1977-2001 | Jean-Marie Lalanne | PS     |
| 2001-     | Charles Habas      | PS     |